# Michelle Satter

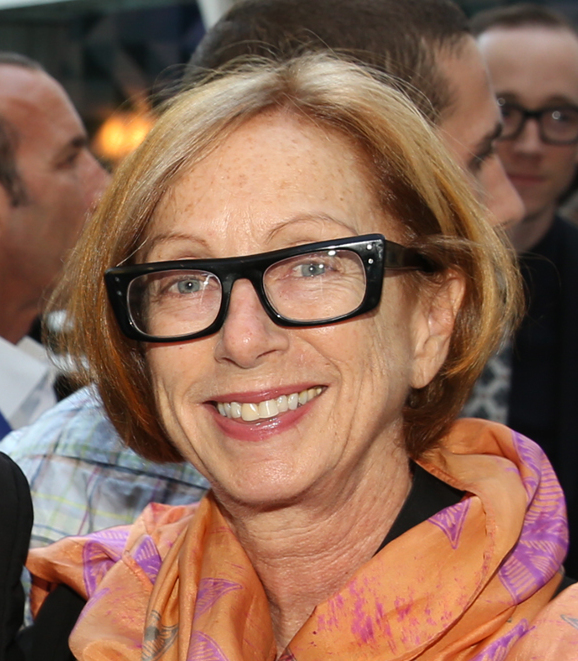
Michelle Satter (2015)

Michelle Satter ist eine US-amerikanische Filmmanagerin, die seit der Gründung des Sundance Film Festivals im Jahr 1981 mit diesem verbunden ist.

## Karriere
Satter gründete das Sundance Institute Directors and Screenwriters Lab des Sundance Film Festivals und ist derzeit Gründungsdirektorin des Artist Programs des Sundance Institute. Satter half bei der Schaffung der digitalen Plattform Sundance Collab, um die Online-Koordination der Filmemacher-Labore während der COVID-19-Pandemie in den Vereinigten Staaten zu erleichtern.
Satter soll im November 2023 bei den 14. jährlichen Governors Awards der Academy of Motion Picture Arts and Sciences (AMPAS) mit dem Jean Hersholt Humanitarian Award ausgezeichnet werden. Die Präsidentin der AMPAS, Janet Yang, beschrieb Satter als „eine Säule der unabhängigen Filmgemeinschaft, die eine wichtige Rolle in den Karrieren unzähliger Filmemacher auf der ganzen Welt gespielt hat“.